# Balkanizmi (knjiga)
Balkanizmi ili Zamišljajući Balkan knjiga je bugarske akademičarke Marije Todorove. Knjigu je objavio Oxford University Press u Sjedinjenim Američkim Državama 22. svibnja 1997. (ISBN 0-19-508751-8), a drugo i prošireno izdanje objavljeno je 2009. godine. U njoj autorica je razvila koncept balkanizma nadahnut djelom Orijentalizam Edwarda Saida, ali autorica također naglašva kako učenjaci orijentalizma esencijaliziraju Zapad kao homogeni sustav. Todorova opisuje balkanizam ne kao oblik orijentalizma već kao neovisnu konstrukciju koja ima veze s reprezentacijom Balkana.
Maria Todorova profesorica je povijesti na Sveučilištu Illinois u Urbani – Champaign. Specijalizirala se za povijest Balkana u modernom razdoblju. Objavila je 2010. „Balkanizam i postkolonijalizam, ili o ljepoti pogleda aviona“.

## O knjizi
"Da Balkana ne bi postojalo, oni bi ga izmislili", bila je presuda grofa Hermanna von Keyserlinga u njegovoj poznatoj publikaciji iz 1928. godine, Europa. Ova knjiga prati odnos između stvarnosti i izuma. Na temelju bogatog izbora putopisa, diplomatskih izvještaja, akademske ankete, novinarstva i stručnog pisma na mnogim jezicima, Zamišljanje Balkana istražuje ontologiju Balkana od osamnaestog stoljeća do danas otkrivajući načine na koje je podmukli intelektualac tradicija je izgrađena, postala mitologizirana i još uvijek se prenosi kao diskurs.
Autorica, koja je odgajana na Balkanu, u jedinstvenom je položaju da joj ukaže i stipendiju i simpatije. Regija koja je geografski neraskidiva od Europe, a opet kulturološki građena kao "druga", Balkan je često služio kao spremište negativnih karakteristika na kojima je izgrađena pozitivna i samo-čestitajuća slika "Europljana". Ovim radom Todorova nudi pravovremenu, dostupnu studiju o tome kako se nedužna geografska oznaka transformirala u jednu od najmoćnijih i široko rasprostranjenih pejorativnih oznaka u modernoj povijesti.